# Loodwit

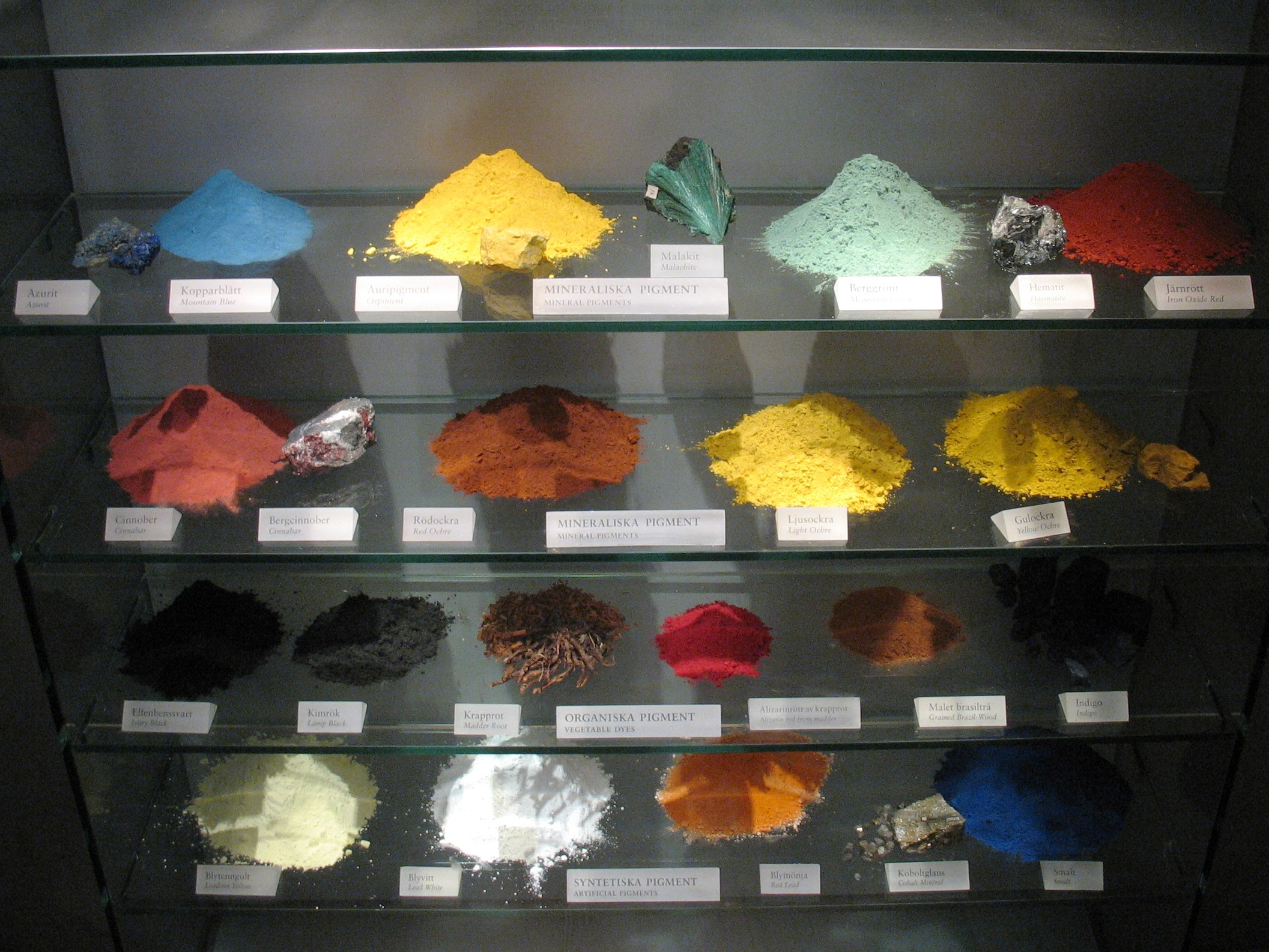
Verschillende pigmenten, gebruikt op de Vasa. Loodwit is de tweede links op de onderste rij.

Loodwit is een loodverbinding (basisch lood(II)carbonaat 2PbCO3·Pb(OH)2) die als wit pigment wordt gebruikt. Door de hoge giftigheid wordt het nog nauwelijks gebruikt. De verkoop van loodwit in tubes is in het gebied van de Europese Unie verboden.

## Productie
Op ambachtelijke wijze wordt loodwit verkregen door banden lood van een 10 à 15 cm breed en een goede meter lang, op te rollen. De lagen mogen elkaar nochtans niet raken. Tussen elke laag moet een ruimte van ongeveer twee millimeter behouden worden. De opgerolde banden lood, vergelijkbaar met een veer, worden in aarden potten waarvan de bodem gevuld is met azijnzuur gehangen. Het lood mag echter niet in aanraking komen met het zuur. De aarden potten worden op hun beurt in paardenmest geplaatst. De paardenmest levert de voor de reactie noodzakelijke kooldioxide. De door de ontbinding van de paardenmest vrijkomende warmte versnelt daarbij het proces. De reactie van de dampen op het lood geeft na ongeveer 4-6 weken loodwit dat van de banden wordt geschraapt. Het werd verder verpulverd en vermalen en ten slotte weer in broden geperst. Deze broden werden ingepakt in papier en vervoerd. 
Door verpoederd loodwit te vermengen met lijnolie is het direct als olieverf bruikbaar. 
In het "Kammerverfahren" dat in Duitsland gebruikt werd, werden de repen lood over houten stangen in een gemetselde ruimte geplaatst en werden azijnzuur, kooldioxide, lucht en waterdamp gecontroleerd toegevoegd.
Het alzo verkregen loodwit is steviger van structuur en behoudt gemakkelijker de toets van borstel of paletmes. De beste kwaliteit heet cremserwit.
Nederland was vanaf de 17e eeuw een van de belangrijkste loodwitleveranciers, en exporteerde veel, onder andere naar Frankrijk. Omstreeks 1790 werd alleen al via Amsterdam en Rotterdam 1.350.000 kilo loodwit geëxporteerd. De Nederlandse industrie was vooral succesvol door de gebruikte bierazijn, die geschikter was dan wijnazijn dat in Frankrijk en Oostenrijk beschikbaar was. Het loodwit werd in het "Hollandse procedé" ook wel vermengd met krijt, om kosten te besparen. Andere producenten konden niet concurreren tegen de lage prijs. 
In de loop van de achttiende eeuw verbeterden de Engelse het Hollande procedé. Zij gingen machines gebruiken in plaats van alles door handwerk te doen. Ook gebruikten zij leerlooiersrun in plaats van paardenmest.
Ontwikkelingen in de chemie leerden dat niet alleen de azijn van belang was voor de loodproductie, maar het kooldioxide dat uit de mest vrijkwam. Nieuwe chemische processen voor het bereiden van loodwit leidden echter tot een minder goed dekkend pigment, waardoor het niet erg succesvol werd, hoewel de prijs lager was. De Franse chemicus Louis-Jacques Thenard (1777-1857) verbeterde het proces zodanig dat een goede dekkende vorm werd geproduceerd. Door oorlogen en invoerheffingen verloor de Nederlandse industrie vanaf 1813 sterk aan betekenis.

## Geschiedenis
Loodwit was tot het midden van de 19e eeuw het belangrijkste witte pigment, zowel in de schilderkunst, als bij de make-up. Het werd waarschijnlijk 2300 jaar voor Christus al gemaakt in Anatolië. De fabricagemethode zoals hierboven beschreven werd beschreven door Plinius de Oudere. Loodwit was vergeleken met andere pigmenten bijzonder goedkoop.

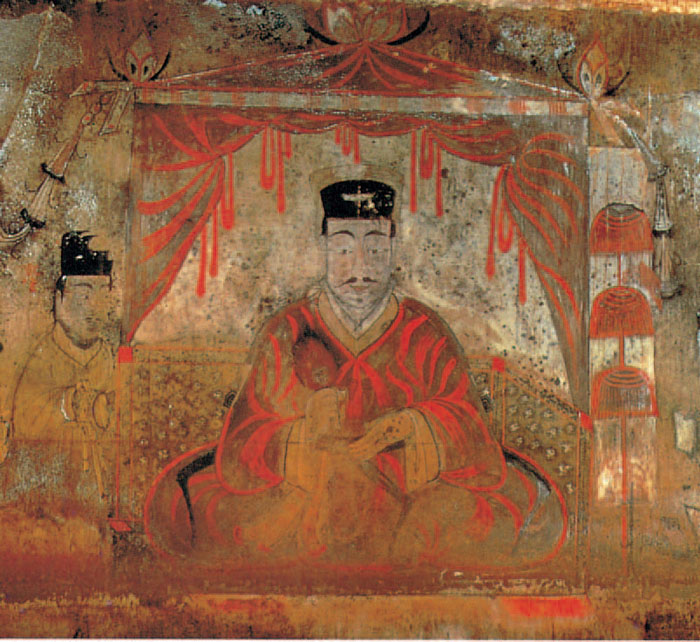
Afbeelding in de Anak Tombe no. 3 uit de 4e eeuw, regio Koguryo, met loodwit.

Een oude toepassing van loodwit als kleurstof is aangetroffen in graftombes in de Koguryo regio, op de grens van Noord-Korea en China, in Anak Tombe nr. 3.
Ondanks zijn giftigheid werd loodwit in de Oudheid ook gebruikt als conserveringsmiddel en zoetstof in levensmiddelen. Het schildertechnisch belang werd nog vergroot doordat loodwit bij olieverf door reactie met het bindmiddel lijnolie loodzepen vormt, die weliswaar bros zijn maar ook zeer hard zodat de levensduur van de schilderijen zeer wordt verlengd. Omdat loodwit röntgenstralen goed tegenhoudt, maakt het de moderne onderzoeker mogelijk eerdere opzetten van het schilderij zichtbaar te maken.
Loodwit werd ook gebruikt in behang en muurverf en als loodglazuur. 
De giftigheid van loodwit was al bekend sinds de tweede eeuw voor Christus, onder andere omdat mensen die bij de productie betrokken waren ziek werden. Niettemin werd loodwit veel in make-up gebruikt. Via moedermelk kwam de stof in het lichaam van baby's terecht. Mogelijk heeft dit een rol gespeeld bij de ineenstorting van het Japanse Shogun-regime in 1868. Ook de Britse schoonheid, gravin Maria Coventry zou aan loodvergiftiging zijn overleden op 27-jarige leeftijd.
Loodwit werd minder gebruikt vanaf het midden van de 19e eeuw, nadat zinkwit was geïntroduceerd. Zinkwit is echter transparant. Het later geïntroduceerde titaanwit is een betere vervanging voor loodwit, omdat het dekkend is.